# Kup Maršala Tita 1956-1957
La Kup Maršala Tita 1956-1957 fu la 10ª edizione della Coppa di Jugoslavia. 1705 squadre parteciparono alle qualificazioni (estate 1956), 16 furono quelle che raggiunsero la coppa vera e propria, che si disputò dal 27 marzo al 26 maggio 1957.
Il calendario delle gare è stato cambiato all'inizio del 1956: ll torneo è stato spostato di mezza stagione e la finale si è giocata a maggio invece che a fine anno.
Il detentore era il BSK Belgrado, che in questa edizione uscì agli ottavi di finale.
Il trofeo fu vinto dal Partizan, che sconfisse in finale il Radnički Belgrado. Per i bianconeri fu il quarto titolo in questa competizione.
La Stella Rossa, vincitrice del campionato, uscì ai quarti di finale.

## Qualificazioni
```
Queste alcune delle partite della coppa di 
Voivodina
:
[
5
]

Proleter Zrenjanin - Vulkan Zrenjanin     2-1
Proleter Zrenjanin - Roham Nova Crnja    13-0
Proleter Zrenjanin - Železničar Zrenjanin 0-1
```

### Sedicesimi di finale
| Squadra 1       | Risultato | Squadra 2           |                                                                         |
| --------------- | --------- | ------------------- | ----------------------------------------------------------------------- |
| (2) Sebenico    | 2 – 0     | Hajduk Spalato (1)  | hajduk.hr                                                               |
| ???             | 1 – 2     | Dinamo Zagabria (1) | gnkdinamo.hr Archiviato il 18 settembre 2021 in Internet Archive.       |
| (1) Partizan    | 6 – 0     | Obilić (3)          | partizanopedia.rs                                                       |
| (3) Borac Čačak | 1 – 3     | Stella Rossa (1)    | redstarbelgrade.rs Archiviato il 26 settembre 2021 in Internet Archive. |

## Squadre qualificate

### Calendario
| Turno            | Gare       | Date           | Numero gare | Riduzione squadre |
| ---------------- | ---------- | -------------- | ----------- | ----------------- |
| Ottavi di finale | Gara unica | 27 marzo 1957  | 8           | 16 → 8            |
| Quarti di finale | Gara unica | 10 aprile 1957 | 4           | 8 → 4             |
| Semifinali       | Gara unica | 25 aprile 1957 | 2           | 4 → 2             |
| Finale           | Gara unica | 26 maggio 1957 | 1           | 2 → 1             |

## Ottavi di finale
| Squadra 1            | Risultato | Squadra 2               |
| -------------------- | --------- | ----------------------- |
| 27 marzo 1957        |           |                         |
| (1) Budućnost        | 4 – 2     | Odred (2)               |
| (1) Partizan         | 3 – 1     | Dinamo Zagabria (1)     |
| (2) Proleter Osijek  | 1 – 0     | BSK Belgrado (1)        |
| (1) Stella Rossa     | 3 – 0     | Lokomotiva Zagabria (1) |
| (1) Spartak Subotica | 4 – 3     | Zenica (2)              |
| (2) Sebenico         | 4 – 0     | Nafta Brod (3)          |
| (1) Velež Mostar     | 0 – 1     | Radnički Belgrado (1)   |
| (1) Vojvodina        | 4 – 0     | Rabotnički (2)          |

## Quarti di finale
| Squadra 1             | Risultato   | Squadra 2            |
| --------------------- | ----------- | -------------------- |
| 10 aprile 1957        |             |                      |
| (1) Budućnost         | 2 – 0 (dts) | Vojvodina (1)        |
| (1) Partizan          | 4 – 2       | Stella Rossa (1)     |
| (1) Radnički Belgrado | 4 – 2       | Spartak Subotica (1) |
| (2) Sebenico          | 3 – 1       | Proleter Osijek (2)  |

## Semifinali
| Squadra 1             | Risultato | Squadra 2     |
| --------------------- | --------- | ------------- |
| 25 aprile 1957        |           |               |
| (1) Partizan          | 7 – 0     | Sebenico (2)  |
| (1) Radnički Belgrado | 3 – 1     | Budućnost (1) |

## Finale
La finale è stata disputata con tempo piovoso e terreno bagnato. Il primo tempo è terminato sul 3-0 a favore del Radnički, nel secondo il Partizan ha ribaltato il risultato.
| Arbitro: | Borče Nedelkovski (Skopje) |

|                                                                        |           |                                              |
| Valok 47’ Mesaroš 59’ Kaloperović 65’ (rig.) Milutinović 67’ Zebec 76’ | Marcatori | 5’ (aut.) Belin 9’ Petaković 25’ Prljinčević |

| Partizan | Radnički |

|                   |  |                      |  |
|                   |  |                      |  |
| P                 |  | Slavko Stojanović    |  |
|                   |  | Bruno Belin          |  |
|                   |  | Antun Herceg         |  |
|                   |  | Tomislav Kaloperović |  |
|                   |  | Milorad Milutinović  |  |
|                   |  | Božidar Pajević      |  |
|                   |  | Mihalj Mesaroš       |  |
|                   |  | Miloš Milutinović    |  |
|                   |  | Marko Valok          |  |
|                   |  | Stjepan Bobek        |  |
|                   |  | Branko Zebec         |  |
| Allenatore:       |  |                      |  |
| Florijan Matekalo |  |                      |  |

|             |  |                      |  |
|             |  |                      |  |
| P           |  | Blagoje Vidinić      |  |
|             |  | Đura Čokić           |  |
|             |  | Vladimir Odanović    |  |
|             |  | Milan Ljubenović     |  |
|             |  | Milorad Diskić       |  |
|             |  | Radmilo Ristić       |  |
|             |  | Aleksandar Petaković |  |
|             |  | Radivoje Ognjanović  |  |
|             |  | Tihomir Marković     |  |
|             |  | Zoran Prljinčević    |  |
|             |  | Ljuba Ognjanović     |  |
| Allenatore: |  |                      |  |
| Illés Spitz |  |                      |  |